# Józef Kalasanty Olizar Wołczkiewicz
Józef Kalasanty Olizar Wołczkiewicz herbu Chorągwie Kmitów (ur. ok. 1748 – zm. ok. 1814) – starosta włodzimierski w 1774 roku, szambelan królewski w 1778 roku.
Poseł na Sejm Czteroletni z województwa wołyńskiego w 1790 roku. Był zwolennikiem konstytucji 3 maja. Uczestnik insurekcji kościuszkowskiej.
W 1792 roku odznaczony Orderem Orła Białego, w 1778 roku został kawalerem Orderu Świętego Stanisława.